# Kerala Blasters Football Club 2015
Questa voce raccoglie le informazioni riguardanti il Kerala Blasters nelle competizioni ufficiali della stagione 2015.

## Maglie e sponsor
Il fornitore tecnico per questa stagione è Puma, mentre lo sponsor ufficiale è Muthoot Group.
| Casa | Trasferta |

## Rosa
| N. |                        | Ruolo | Calciatore          |
| -- | ---------------------- | ----- | ------------------- |
| 2  | India (bandiera)       | D     | Rahul Bheke         |
| 4  | India (bandiera)       | D     | Ramandeep Singh     |
| 5  | Inghilterra (bandiera) | D     | Peter Ramage        |
| 6  | Spagna (bandiera)      | D     | Carlos Marchena     |
| 7  | India (bandiera)       | C     | Cavin Lobo          |
| 8  | Portogallo (bandiera)  | C     | João Coimbra        |
| 9  | Inghilterra (bandiera) | A     | Chris Dagnall       |
| 10 | Inghilterra (bandiera) | A     | Sanchez Watt        |
| 11 | India (bandiera)       | C     | Ishfaq Ahmed        |
| 12 | India (bandiera)       | C     | Shankar Sampingiraj |
| 13 | India (bandiera)       | C     | C.K. Vineeth        |
| 14 | India (bandiera)       | C     | Mehtab Hossain      |
| 15 | India (bandiera)       | D     | Sandesh Jhingan     |
| 16 | India (bandiera)       | D     | Gurwinder Singh     |
| 17 | India (bandiera)       | A     | Manandeep Singh     |

| N. |                        | Ruolo | Calciatore      |
| -- | ---------------------- | ----- | --------------- |
| 18 | India (bandiera)       | D     | Deepak Mondal   |
| 20 | India (bandiera)       | A     | Mohammed Rafi   |
| 21 | Inghilterra (bandiera) | C     | Antonio German  |
| 22 | India (bandiera)       | P     | Shilton Paul    |
| 23 | Brasile (bandiera)     | D     | Bruno Perone    |
| 24 | India (bandiera)       | P     | Sandip Nandy    |
| 29 | India (bandiera)       | D     | Saumik Dey      |
| 30 | Inghilterra (bandiera) | D     | Marcus Williams |
| 43 | Inghilterra (bandiera) | P     | Stephen Bywater |
| 44 | Brasile (bandiera)     | D     | Rodrigo Arroz   |
| 66 | India (bandiera)       | C     | Peter Carvalho  |
| 85 | Spagna (bandiera)      | C     | Pulga           |
| 99 | Spagna (bandiera)      | C     | Josue           |
| -- | India (bandiera)       | D     | Nirmal Chettri  |

## Calciomercato
| Acquisti | Acquisti            | Acquisti             | Acquisti   |
| R.       | Nome                | da                   | Modalità   |
| -------- | ------------------- | -------------------- | ---------- |
| P        | Stephen Bywater     | Doncaster            | svincolato |
| P        | Shilton Paul        | Mohun Bagan          | prestito   |
| P        | Sandip Nandy        | Mohun Bagan          | definitivo |
| D        | Rodrigo Arroz       | Caxias               | svincolato |
| D        | Rahul Bheke         | East Bengal          | prestito   |
| D        | Ramandeep Singh     |                      | svincolato |
| D        | Peter Ramage        | Crystal Palace       | svincolato |
| D        | Carlos Marchena     | Deportivo La Coruña  | svincolato |
| D        | Sandesh Jhingan     |                      |            |
| D        | Gurwinder Singh     | East Bengal          | prestito   |
| D        | Deepak Mondal       | East Bengal          | prestito   |
| D        | Bruno Perone        | Grêmio Novorizontino | svincolato |
| D        | Saumik Dey          | East Bengal          | prestito   |
| D        | Marcus Williams     | Scunthorpe Utd       | definitivo |
| D        | Nirmal Chettri      |                      |            |
| C        | Cavin Lobo          | East Bengal          | prestito   |
| C        | João Coimbra        | Rapid Bucarest       | svincolato |
| C        | Ishfaq Ahmed        |                      |            |
| C        | Shankar Sampingiraj | Bengaluru            | prestito   |
| C        | C.K. Vineeth        | Bengaluru            | prestito   |
| C        | Mehtab Hossain      | East Bengal          | prestito   |
| C        | Antonio German      | Gillingham           | svincolato |
| C        | Peter Carvalho      | Dempo                | prestito   |
| C        | Pulga               |                      |            |
| C        | Josue               | Górnik Łęczna        | svincolato |
| A        | Chris Dagnall       | Leyton Orient        | svincolato |
| A        | Sanchez Watt        | Colchester Utd       | svincolato |
| A        | Manandeep Singh     | Delhi Dynamos        | definitivo |
| A        | Mohammed Rafi       | Mumbai               | definitivo |

| Cessioni | Cessioni       | Cessioni | Cessioni   |
| R.       | Nome           | a        | Modalità   |
| -------- | -------------- | -------- | ---------- |
| D        | Nirmal Chettri |          | svincolato |

### A stagione in corso
| Acquisti | Acquisti      | Acquisti | Acquisti   |
| R.       | Nome          | da       | Modalità   |
| -------- | ------------- | -------- | ---------- |
| D        | Rodrigo Arroz | Caxias   | svincolato |

| Cessioni | Cessioni        | Cessioni | Cessioni   |
| R.       | Nome            | a        | Modalità   |
| -------- | --------------- | -------- | ---------- |
| D        | Carlos Marchena |          | svincolato |

## Risultati

### Indian Super League
| Kochi 6 ottobre 2015, ore 19:00 UTC+5:30 1ª giornata                            | Kerala Blasters | 3 – 1 referto | NorthEast Utd | Jawaharlal Nehru Stadium |
| \| \| \| \| \| Josue 49’ Rafi 68’ Sanchez Watt 71’ \| Marcatori \| 82’ Vélez \| |                 |               |               |                          |
|                                                                                 |                 |               |               |                          |
| Josue 49’ Rafi 68’ Sanchez Watt 71’                                             | Marcatori       | 82’ Vélez     |               |                          |

| Kochi 10 ottobre 2015, ore 19:00 UTC+5:30 2ª giornata | Kerala Blasters | 0 – 0 | Mumbai City | Jawaharlal Nehru Stadium |

| Arbitro: | Conger |

|                        |           |             |
| Izumi 6’ Javi Lara 53’ | Marcatori | 80’ Dagnall |

| Kochi 18 ottobre 2015, ore 19:00 UTC+5:30 4ª giornata | Kerala Blasters | 0 – 1             | Delhi Dynamos | Jawaharlal Nehru Stadium (Kochi) |
| \| \| \| \| \| \| Marcatori \| 87’ Richard Gadze \|   |                 |                   |               |                                  |
|                                                       |                 |                   |               |                                  |
|                                                       | Marcatori       | 87’ Richard Gadze |               |                                  |

| Margao 22 ottobre 2015, ore 19:00 UTC+5:30 5ª giornata                                  | FC Goa    | 2 – 1 referto     | Kerala Blasters | Fatorda Stadium (18 927 spett.) |
| \| \| \| \| \| Léo Moura 45+2’ Grégory Arnolin 83’ \| Marcatori \| 24’ Mohammed Rafi \| |           |                   |                 |                                 |
|                                                                                         |           |                   |                 |                                 |
| Léo Moura 45+2’ Grégory Arnolin 83’                                                     | Marcatori | 24’ Mohammed Rafi |                 |                                 |

| Pune 27 ottobre 2015, ore 19:00 UTC+5:30 6ª giornata                                        | Pune City | 3 – 2                 | Kerala Blasters | Balewadi Stadium |
| \| \| \| \| \| Kalu Uche 16’, 23’ Tuncay Şanlı 72’ \| Marcatori \| 1’, 30’ Mohammed Rafi \| |           |                       |                 |                  |
|                                                                                             |           |                       |                 |                  |
| Kalu Uche 16’, 23’ Tuncay Şanlı 72’                                                         | Marcatori | 1’, 30’ Mohammed Rafi |                 |                  |

| Arbitro: | Gantar D. |

|                   |           |                  |
| Chris Dagnall 46’ | Marcatori | 34’ (Rig.) Elano |

| Kochi 4 novembre 2015, ore 19:00 UTC+5:30 8ª giornata                | Kerala Blasters | 2 – 0 | Pune City | Jawaharlal Nehru Stadium (Kochi) |
| \| \| \| \| \| Chris Dagnall 45’ Sanchez Watt 60’ \| Marcatori \| \| |                 |       |           |                                  |
|                                                                      |                 |       |           |                                  |
| Chris Dagnall 45’ Sanchez Watt 60’                                   | Marcatori       |       |           |                                  |

| Arbitro: | Tan Hai |

|                        |           |                               |
| German 41’ (Rig.), 85’ | Marcatori | 29’ Mohanraj 84’, 90+3’ Izumi |

| Arbitro: | Nagvenkar T. |

|                   |           |                                                         |
| Nicolás Vélez 90’ | Marcatori | 1’, 76’ Chris Dagnall 21’ Cavin Lobo 75’ Antonio German |

| Arbitro: | Singh P. |

|                                                                  |           |                    |
| Dhanachandra Singh 3’ Stiven Mendoza 16’, 80’ Stiven Mendoza 81’ | Marcatori | 90’ Antonio German |

| Mumbai 26 novembre 2015, ore 19:00 UTC+5:30 12ª giornata           | Mumbai City | 1 – 1        | Kerala Blasters | DY Patil Stadium |
| \| \| \| \| \| Seityasen Singh 25’ \| Marcatori \| 89’ Aguilera \| |             |              |                 |                  |
|                                                                    |             |              |                 |                  |
| Seityasen Singh 25’                                                | Marcatori   | 89’ Aguilera |                 |                  |

| Arbitro: | Dilan H. P. |

|          |           |                                                       |
| Pulga 2’ | Marcatori | 12’ Jofre 29’, 50’, 61’ Reinaldo 64’ Mandar Rao Desai |

| Arbitro: | Srikrishna C. |

|                                                        |           |                                                      |
| Gustavo Marmentini 7’ Adil Nabi 40’ Sehnaj Singh 90+2’ | Marcatori | 9’ Chris Dagnall 30’ João Coimbra 38’ Antonio German |

### Andamento in campionato
| Giornata  | 1 | 2 | 3 | 4 | 5 | 6 | 7 | 8 | 9 | 10 | 11 | 12 | 13 | 14 |
| --------- | - | - | - | - | - | - | - | - | - | -- | -- | -- | -- | -- |
| Luogo     | C | C | T | C | T | T | C | C | C | T  | T  | T  | C  | T  |
| Risultato | V | N | P | P | P | P | N | V | P | V  | P  | N  | P  | N  |
| Posizione | 2 | 3 | 4 | 6 | 8 | 8 | 8 | 8 | 8 | 7  | 8  | 8  | 8  | 8  |

Legenda:

Luogo: C = Casa; T = Trasferta. Risultato: V = Vittoria; N = Pareggio; P = Sconfitta.